# Epidendrum rugulosum
Epidendrum rugulosum är en orkidéart som beskrevs av Rudolf Schlechter. Epidendrum rugulosum ingår i släktet Epidendrum och familjen orkidéer. Inga underarter finns listade i Catalogue of Life.